# 熱風槍

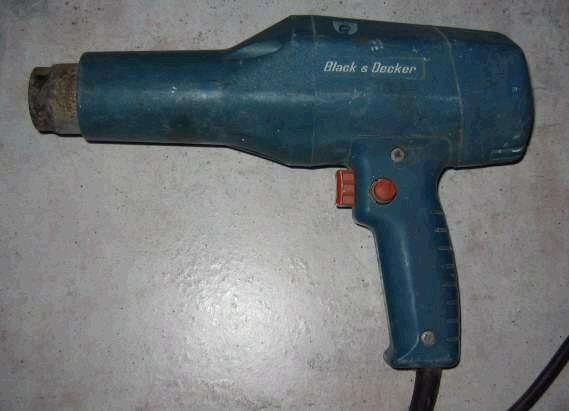
一把手持電動熱風槍

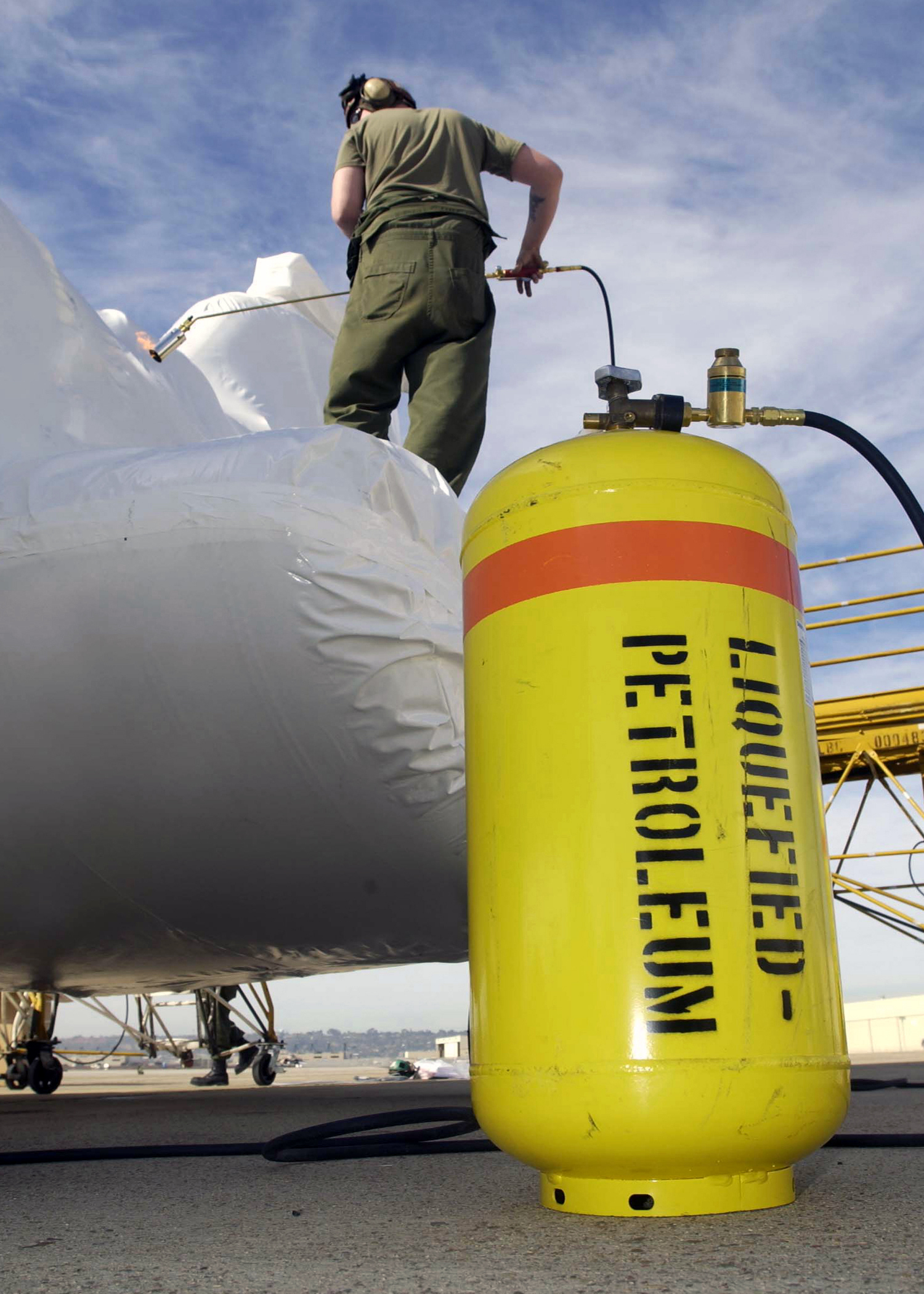
正在用於封裝直升機的火焰式熱風槍

熱風槍是一種可手持式，用來吹出熱氣流的工具，通常熱氣流氣溫介於100 °C至550 °C 之間(200-1000 °F)。某些型號可以吹出760 °C (1400 °F)的氣流。熱風槍一般來說有個長管型的機身來引導加熱目標、有個手柄在其上，並附有扳機，類似手槍的造型,由此得名。較輕的熱風槍型號非常酷似於吹風機。

## 結構
熱風槍內會有一個熱源，通常為電熱元件，但有些型號使用瓦斯加熱；一個能轉移熱空氣的機械裝置例如電動風扇(若熱流本身的氣壓足夠，則不需要。)；一個噴嘴來集中氣流，可能是一個簡單的定向管，或者特別設計來集中熱氣流的形狀；一個外殼來包含上述零件並保護使用者；一個機械裝置例如板機來開關電源；一個手柄；還有一個內建或外加的固定器來達到不須手持的功能。

## 用途
熱風槍通常用於物理學、材料科學、化學、工程學或其他實驗室或工作場所。不同種類和溫度的熱風槍搭配不同的氣流配置，可以用於除油漆、緊縮熱縮套管、熱縮膜、和熱縮包裝、乾燥木材、融彎塑膠、軟化黏合劑、和解凍結冰的管路等。
有些類型的熱風槍可用於電子學領域，作為解焊和重工表面黏著電路板元件。熱風槍也可以安全地模擬裝置過熱狀況，用於測試過熱保護機制。
若要移除含鉛油漆時，需要使用590 °C (1100 °F)以下的熱源以使蒸發的風險最小化。